# Spiegel TV Österreich
Spiegel TV Österreich war ein österreichisches Fernsehmagazin, das zwischen 2011 und 2015 auf verschiedenen Sendeplätzen des Senders Puls 4 ausgestrahlt wurde.

## Aufbau
Die Dokumentationen stellen Zusammenhänge mit Aktuellem her und versuchen aus der Sicht Österreichs zu erzählen. Die einzelnen Sendungen beziehen sich auf wichtige Jahrestage, saisonale Ereignisse, aber auch auf wochenaktuelle Geschehnisse. Dazu ergänzen Interviewpartner die Sendungen. Spiegel TV Österreich entsteht aus der Kooperation von Spiegel TV und Krone.tv. Die erste Ausgabe ist mit „9/11 - 10 Jahre danach“ betitelt und dreht sich um den Anschlag auf das World Trade Center in New York.

## Kooperation
Der damalige Spiegel-TV-Geschäftsführer Cassian von Salomon sprach von einer Kooperation zweier starker Marken, die großes Potenzial besitze. Man leiste dabei auch Beiträge für den Arbeitsmarkt und rechne in Österreich mit einem rasch steigenden Bedarf an qualifizierten Mitarbeitern für die Bereiche Konzeption, Gestaltung, Schnitt und Ton.
Peter Rathmayr, Geschäftsführer von Krone.tv, das zur gleichnamigen Tageszeitung gehört, verwies auf die eigene langjährige Inhouse-Erfahrung mit Web- und TV-Produktionen. Er bezeichnete das Zusammengehen mit dem Partner Spiegel als logische und naheliegende „Erweiterung für die stärkste private Medienmarke Österreichs“.

## Episoden (Auszug)
Nachfolgend eine Auflistung der ersten 30 Episoden des Formats.
| - 9/11 – 10 Jahre danach - Die Gesichter des Bösen - 20 Jahre Ötzi - Echt schön? Schönheitsideale im Wandel der Zeit - Russland – Der wilde Osten - Geliebt, verhätschelt, gequält – Geschichten von Mensch und Tier - Armut ist relativ - Das Kreuz mit dem Sex - Die Gesichter des Bösen 2 - Festung Europa | - Faszination Bergwelten (im Programmspecial der Puls 4 Green Days) - Wie ticken Männer? - Das griechische Euro-Drama - Magersucht – Tod auf Raten - Partnersuche – Countdown zum Glück? - Hauptsache hüllenlos – Nackte Haut zwischen Kunst und Kommerz - Wenn das die Nachbarn wüssten – Erotik als Familiengeschäft - Mehr als nur Sex! – Die Hamburger Reeperbahn - Hitler privat – Das Leben des Diktators - Fast Food oder Feinkost? | - Saturday Night Fever - Gute Nacht – Der Traum vom erholsamen Schlaf - Lustlos? – Die Erotikindustrie in der Krise - Auf Nummer sicher – das Geschäft mit der Angst! - Achtung Wohngift! Gesünder Bauen, besser leben - Unsere Milch – Zwischen Turbokuh und Almidylle - Kaffeekult – Eine Bohne geht um die Welt - Im Namen des Herrn – Leben hinter Klostermauern (Karwoche) - Endlich Ich – Der richtige Körper für mein Leben - Kämpfen für Buddha – Julians harter Weg zum Shaolin-Mönch |